# Tughlaqabad Fort

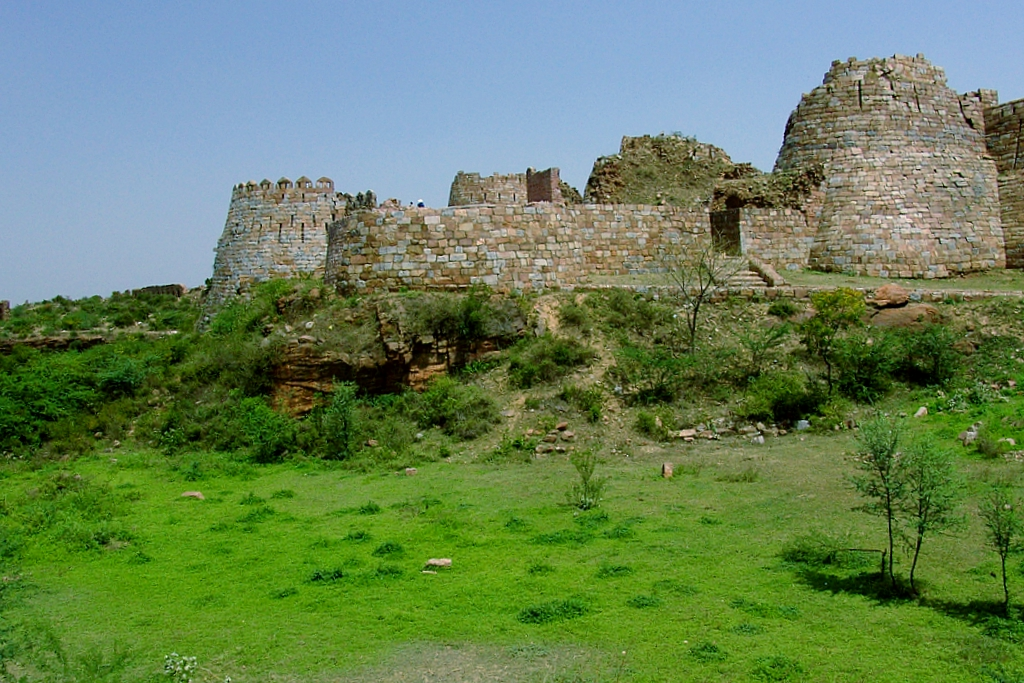
Tughlaqabad Fort

Tughlaqabad Fort var en befäst stadsdel i den indiska huvudstaden Delhi, uppförd av härskardynastin Tughlaq. Dess återstod är idag i ruiner. Liknande ruiner finns det fler i Delhi, men Tughlaqabad Fort är de mest storslagna och skräckinjagande.